# Simulium kachvorjanae
Simulium kachvorjanae es una especie de insecto del género Simulium, familia Simuliidae, orden Diptera.
Fue descrita científicamente por Ussova, 1991.